# A Fall Into Luck
A Fall Into Luck è un cortometraggio muto del 1913. Il nome del regista non viene riportato nei credit del film.

## Produzione
Il film fu prodotto dall'American Film Manufacturing Company come Flying A.

## Distribuzione
Distribuito dalla Mutual Film, il film - un cortometraggio in una bobina - uscì nelle sale cinematografiche USA il 18 settembre 1913.